# 颱風天鵝

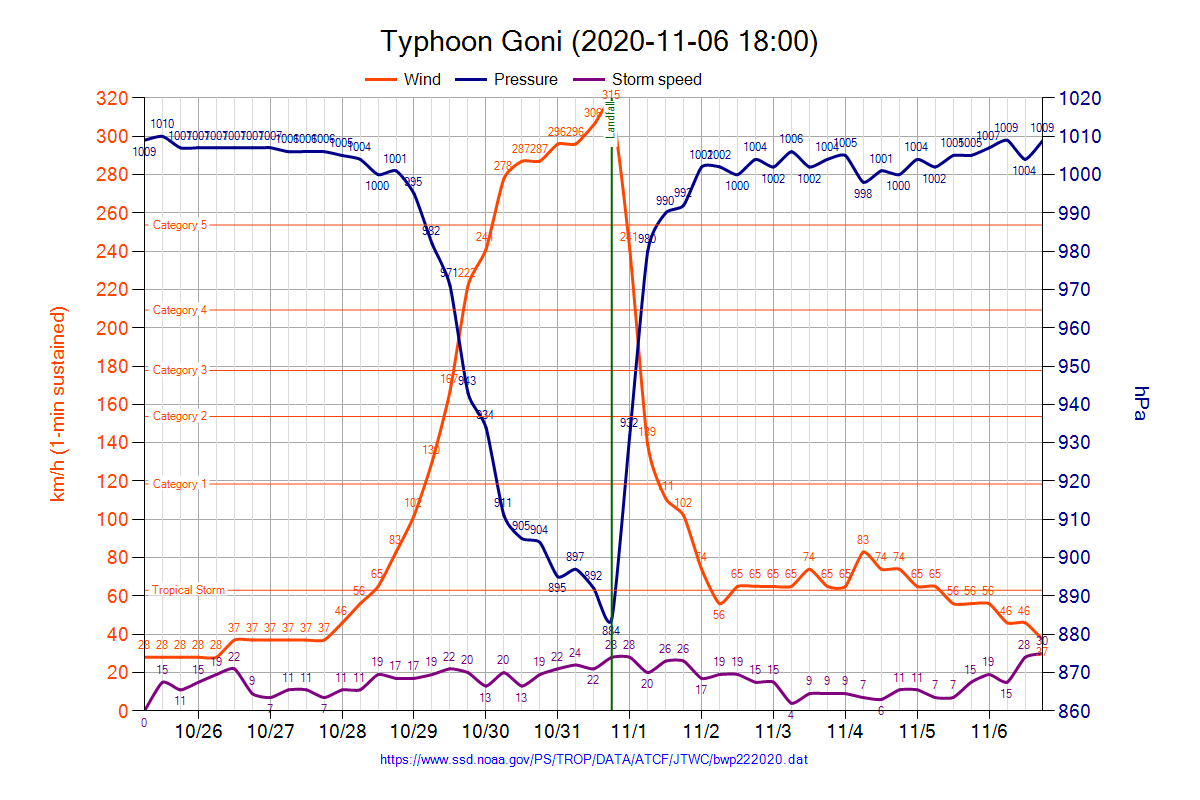

颱風天鵝 （英語：Typhoon Goni，國際編號：2019，聯合颱風警報中心：WP222020，菲律賓大氣地球物理和天文管理局：Rolly）是2020年太平洋颱風季第19個被命名的風暴。「天鵝」（고니）一名由南韓所提供，是一種鴨科動物，雌雄同色，體形較大且脖頸修長，不同種喙的顏色有明顯的差異。
天鵝是2020年西北太平洋最強的熱帶氣旋，更是21世紀西北太平洋第二強的風暴，僅次於2013年颱風海燕。若以一分鐘平均風速計算，天鵝成為全球有記錄以來登陸時風速最高的熱帶氣旋。

## 發展過程

### 擾動發展不如預期
10月22日，一個熱帶擾動在埃內韋塔克環礁東南方附近海域生成，美國海軍研究實驗室給予擾動編號99W。起初多個數值預報支持此系統發展，但隨著環境與結構未有明顯改善，數值預報便逐漸不再看好此系統的發展。直至10月26日晚間8時，日本氣象廳將其升格為熱帶低氣壓。
10月27日凌晨，此系統的結構開始穩步整合，螺旋性也變得明顯，使得聯合颱風警報中心在傍晚6時將其評級提升為「高」，並對其發布熱帶氣旋形成警報。晚間8時，日本氣象廳對其發布烈風警報，同時，台灣中央氣象局將其升格為熱帶性低氣壓，給予編號TD22。
10月28日上午8時，聯合颱風警報中心將其升格為熱帶性低氣壓，給予熱帶氣旋編號22W。下午5時，香港天文台將其升格為熱帶低氣壓。晚間8時，聯合颱風警報中心將其升格為熱帶風暴。

### 爆發性增強
10月29日凌晨2時，日本氣象廳將其升格為熱帶風暴，給予國際編號2019，並命名「天鵝」，隨後，台灣中央氣象局將其升格為輕度颱風。在命名之後的6小時內，天鵝開始爆發增強，雲捲風眼也顯示在可見光衛星雲圖上，在下午2時，聯合颱風警報中心將其升格為颱風，風速為70節（每小時130公里），下午5時，香港天文台將其升格為強烈熱帶風暴。到了傍晚，天鵝開始快速構建中心密集雲團，先前的雲捲風眼填塞，並逐漸轉為一個風眼，晚間8時，日本氣象廳將其升格為強烈熱帶風暴。晚間11時，日本氣象廳將其升格為颱風，同時跟隨將其升格的香港天文台更直接將天鵝之中心風速上調至等級上限的每小時140公里。
10月30日凌晨2時，香港天文台將其升格為強颱風。上午8時，中國國家氣象中心將其升格為超強颱風。三小時後，香港天文台也跟隨升格，並一舉將其最高風速提升至每小時220公里。下午2時，台灣中央氣象局將其升格為強烈颱風。下午6時，日本氣象廳把天鵝的風速上調至105節（每小時195公里），標誌着天鵝成為2020年首個評級達到「猛烈的」及2020年西北太平洋最強的熱帶氣旋。

### 巔峰登陸急劇減弱
11月1日凌晨，天鵝達到生命史中最高強度。日本氣象廳和香港天文台評定天鵝的接近中心最高持續風速（以10分鐘平均風速計算）分別為120節（每小時220公里）及每小時275公里，前者追平2016年颱風莫蘭蒂；後者以每小時5公里之差，超越2010年颱風鮎魚之每小時270公里，只略遜於颱風海燕的每小時285公里。中國國家氣象中心評定天鵝的中心風力（以2分鐘平均風速計算）為每秒70米（每小時250公里），以每秒2米之差，略遜於鮎魚之每秒72米（每小時260公里）。臺灣中央氣象局評定其中心風力（以10分鐘平均風速計算）達每秒65米（每小時235公里），追平鮎魚，更以每秒2米之差，超越海燕之每秒63米（每小時225公里）。菲律賓大氣地球物理和天文管理局評定天鵝的中心風力（以10分鐘平均風速計算）為每小時225公里，追平鮎魚；亦僅以10公里之差，略遜於海燕的每小時235公里。另外天鵝亦成為菲律賓在2014年更新颱風評級後第二個超強颱風，上一個為2016年颱風海馬。而美國聯合颱風警報中心更評估天鵝的中心風力（以1分鐘平均風速計算）達170節（每小時315公里），追平颱風海燕及莫蘭蒂的紀錄。日本氣象廳及聯合颱風警報中心分別通過「德沃夏克分析法」分析後，發現天鵝的「T指數」亦達到8.0，是自2013年颱風海燕以來，首個雙T8.0的熱帶氣旋。天鵝以巔峰強度於上午4時50分登陸菲律賓卡坦端內斯省，並上午7時20分於南甘馬仁省二度登陸。受到陸地影響以及垂直風切急劇增加，使得天鵝在登陸後急劇減弱，亦出現高底層分離的現象。上午8時，聯合颱風警報中心將其降格為颱風，並將其風速由巔峰的170節大幅下調至130節，日本氣象廳亦將其風速降至90節；下午2時，聯合颱風警報中心再將其風速降至75節，日本氣象廳則將其風速降至80節，台灣中央氣象局則將其降格為中度颱風；晚間8時，天鵝高底層分離的狀況更加嚴重，使聯合颱風警報中心再將其降格為熱帶風暴，而日本氣象廳則將其降格為強烈熱帶風暴，反映天鵝不足1日内便由超級颱風急劇減弱為熱帶風暴。11月2日凌晨2時，天鵝進入南海；日本氣象廳將其降格為熱帶風暴，台灣中央氣象局亦跟隨將其降格為輕度颱風。下午2時，聯合颱風警報中心將其降格為熱帶低氣壓。然而晚上8時，聯合颱風警報中心再次將其升格為熱帶風暴。
11月6日下午2時，日本氣象廳將其降格為熱帶低氣壓。晚上8時，日本氣象廳在天氣圖上移除該系統。

## 影響

### 菲律賓
當地發出之最高風暴信號：五號風暴信號

11月1日颱風天鵝登陸於卡坦端內斯省

菲律賓大氣地球物理和天文服務管理局於10月29日晚上11時發佈對天鵝的第一則惡劣天氣公告，指出天鵝迅速增強為颱風，並進入菲律賓責任範圍，當時其位於中央呂宋以東約1280公里。隨著天鵝逼近，當地陣風間中達烈風程度，當局會在不早於10月30日上午對比科爾區部分省份發佈一號風暴信號，並預計會按屆時風力及颱風強度，在登陸前後發佈三號或四號風暴信號。
菲律賓於10月30日下午5時發佈對天鵝的第三則惡劣天氣公告，同時對呂宋比科爾區卡坦端內斯省發佈一號風暴信號，當時天鵝位於卡西古蘭以東約980公里。當局表示，卡坦端內斯省風力將逐漸增強，間中達烈風程度；在風暴逼近下，不排除於當晚11時對北薩馬省及比科爾區餘下地區發佈一號風暴信號，預料天鵝將在登陸前繼續增強，最高將發佈四號風暴信號。政府再三呼籲可能受三號或四號風暴信號影響的民眾做好防風措施，避免外出。在同日晚上11時的第四則惡劣天氣公告，菲律賓預料比科爾區部分省份將受烈風至暴風威脅，決定在不早於翌日上午5時提升相關地區的風暴信號至二號風暴信號；同時一號風暴信號延伸至呂宋及維薩亞斯群島更多省份。
在10月31日上午5時及8時發佈的惡劣天氣公告中，菲律賓提升比科爾區、卡拉巴松及布里亞斯島大部分省份的風暴信號至二號風暴信號，表示有關地區將受烈風或暴風影響。當局預計比科爾區沿海及島嶼地區將首當其衝受颶風影響，同日會改發三號風暴信號。上午11時，菲律賓於第七則惡劣天氣公告對呂宋比科爾區卡坦端內斯省發佈三號風暴信號；其後因應當地將受猛烈颶風影響，於晚上8時提升呂宋比科爾區卡坦端內斯省及南甘馬仁省東部的風暴信號至四號風暴信號，預料呂宋會出現嚴重暴雨，可能引發洪水及山泥傾瀉。馬尼拉尼諾伊·亞基諾國際機場亦因應風暴逼近，於11月1日上午10時起關閉一天，所有航班停飛。上午2時，菲律賓氣象部門在天鵝登陸前約3小時才升格為超強颱風，並且發出五號風暴訊號，是自2014年設立新風暴信號以來第二次，上一次發出為2016年颱風海馬。 此外，馬尼拉亦在當天發出四號風暴訊號，是1995年以來首次。
11月1日清晨，颱風登陸菲律賓。菲律賓當局警告，首當其衝的地區預料將出現災難性的災情，當地近百萬人已倉皇撤離。
菲律賓國家災害管理理事會表示，即使天鵝並未增強為超強颱風，仍能為菲律賓帶來廣泛且嚴重的破壞。菲律賓紅十字會在災前亦有在呂宋各地部署救護車、急救人員及應急救援隊，協助防災。政府則出動軍隊戒備，協助搜索、救援等行動，並疏散有山泥傾瀉及風暴潮風險地區的民眾。截至11月2日，颱風天鵝造成菲律賓24人死亡和3人失蹤，農損達11億披索。

### 中國大陸
國家氣象中心發布之最高颱風預警信號： 颱風藍色預警信號

#### 海南省
海南省氣象局發佈之最高颱風預警信號： 颱風藍色預警信號

## 名称退役
由於天鵝在菲律賓造成廣泛的破壞，菲律賓大氣地球物理和天文服務管理局把Rolly從當地的颱風名稱中除名，以後將不再使用，當局在2021年選出Romina替代Rolly。颱風委員會亦決定將「天鵝」除名，在次年第54次世界氣象組織颱風委員會會議中通過新名由「簡拉維」（落葉灌木連翹韓語音譯）取代。

## 熱帶氣旋警告使用紀錄

### 菲律賓
| 菲律賓大氣地球物理和天文服務管理局 風暴信號 | 菲律賓大氣地球物理和天文服務管理局 風暴信號 | 菲律賓大氣地球物理和天文服務管理局 風暴信號 |
| ------------------------------------------- | ------------------------------------------- | ------------------------------------------- |
| 上一熱帶氣旋                                | 一號風暴信號                                | 下一熱帶氣旋                                |
| 颱風莫拉菲                                  | 一號風暴信號                                | 強烈熱帶風暴艾莎尼                          |
| 颱風莫拉菲                                  | 二號風暴信號                                | 強烈熱帶風暴艾莎尼                          |
| 颱風莫拉菲                                  | 三號風暴信號                                | 颱風環高                                    |
| 颱風山竹                                    | 四號風暴信號                                | 颱風璨樹                                    |
| 颱風海馬                                    | 五號風暴信號                                | 超級颱風奧鹿                                |

### 中國大陸
| 国家气象中心 颱風預警信號 | 国家气象中心 颱風預警信號 | 国家气象中心 颱風預警信號 |
| ------------------------- | ------------------------- | ------------------------- |
| 上一熱帶氣旋              | 颱風藍色預警信號          | 下一熱帶氣旋              |
| 強颱風莫拉菲              | 颱風藍色預警信號          | 強熱帶風暴艾濤            |

## 外部連結
| 太平洋颱風季             |
| 主題頁 - 專題 - 編輯指南 |

- （日語）日本氣象廳首頁 （页面存档备份，存于）
- （英文）聯合颱風警報中心首頁 （页面存档备份，存于）
- （简体中文）中國國家氣象中心首頁 （页面存档备份，存于）
- （繁體中文）臺灣中央氣象局首頁 （页面存档备份，存于）
- （繁體中文）香港天文台首頁 （页面存档备份，存于）
- （繁體中文）澳門地球物理暨氣象局首頁 （页面存档备份，存于）
- （英文）菲律賓大氣地球物理和天文管理局 惡劣天氣公告 （页面存档备份，存于）
- （泰文）泰國氣象局首頁 （页面存档备份，存于）